# Proceso y realidad
Proceso y realidad. Un ensayo de cosmología (en el original en inglés Process and Reality. An Essay in Cosmology) es una obra del matemático y filósofo inglés Alfred North Whitehead en la que propone una filosofía del organismo, también llamada filosofía del proceso. La obra, publicada en 1929, es una revisión de las conferencias Gifford que dio entre 1927 y 1928.

Nos separamos de Descartes al sostener que lo que él ha descrito como atributos primarios de los cuerpos físicos, son realmente las formas de relaciones internas entre ocasiones reales. Tal cambio de pensamiento es el paso del materialismo al realismo orgánico, como una idea básica de la ciencia física. Proceso y realidad, 1929, p. 471.

## Contenido
Proceso y realidad es la obra más profunda de Whitehead. En ella desarrolla una amplia «filosofía del organismo», ya intuida, según su autor, por Platón y Aristóteles, aunque descuidada por todos los filósofos que siguieron.
El libro representa la tentativa de construir una cosmología completa, es decir, «un sistema de ideas que ponga los intereses estéticos, morales y religiosos en relación con aquellos conceptos del mundo que hallan su origen en la ciencia de la naturaleza».

## Estructura
La obra está estructurada en cinco partes en las que se desarrolla prácticamente idéntica materia aunque desde una perspectiva diferente, lográndose así un examen cada vez más profundo y detenido. Tal procedimiento, utilizado por pensadores indios y más de un filósofo alemán del romanticismo, aparece por vez primera en la filosofía inglesa.

### Primera parte. El esquema especulativo
La primera parte, «El esquema especulativo», se inicia con una toma de posición teórica: el universo es concebido como una totalidad dinámica, cuyos elementos están vinculados entre sí como los órganos corporales; cada uno de ellos halla en la vida del Todo su propia unidad, siendo a su vez un centro orgánico de elementos inferiores. Desde un punto de vista metafísico los fenómenos de la experiencia se interpretan como realizaciones particulares de un mundo ideal de posibilidades u «objetos eternos» (similar al mundo de las ideas de Platón).

### Segunda parte. Discusiones y aplicaciones

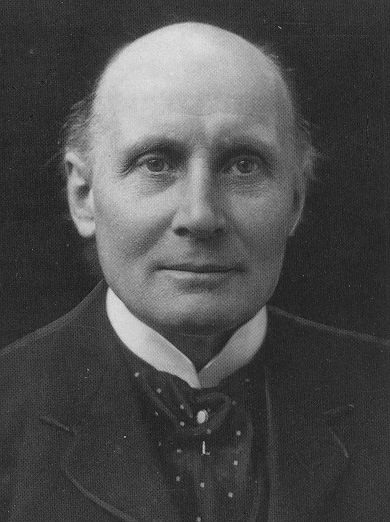
Alfred North Whitehead.

En la segunda parte, estas ideas se estudian extensamente desde el marco de la filosofía precedente, especialmente Descartes, Newton, Locke, Hume y Kant, incidiendo sobre todo en la parcialidad de interpretación de la experiencia y de lo real.

### Tercera parte. Teoría de las prehensiones
La tercera parte está dedicada al examen de las relaciones que existen entre los elementos que componen el universo. Estas relaciones, aun cuando corresponden a entidades que nos parecen inanimadas, en realidad resultan de sensaciones emotivas, estando vinculadas todas las cosas orgánicamente en la Unidad espiritual. Whitehead llama «prehensilidad» a la participación de cada uno de los fenómenos de la experiencia en el mundo orgánico ideal.

### Cuarta parte. Teoría de la extensión
La cuarta parte se adentra en la explicación que la filosofía del organismo puede dar de ese carácter del mundo de la experiencia que es el «continuo extenso», con referencias a la física y matemática modernas.

### Quinta parte. Interpretación final
Para finalizar se aborda tanto una tentativa de encontrar un fin último a nuestra vida y al universo, como un examen de las relaciones existentes entre Dios y el mundo. El fondo del libro tiene carácter místico.

## Edición corregida y revisada de 1978

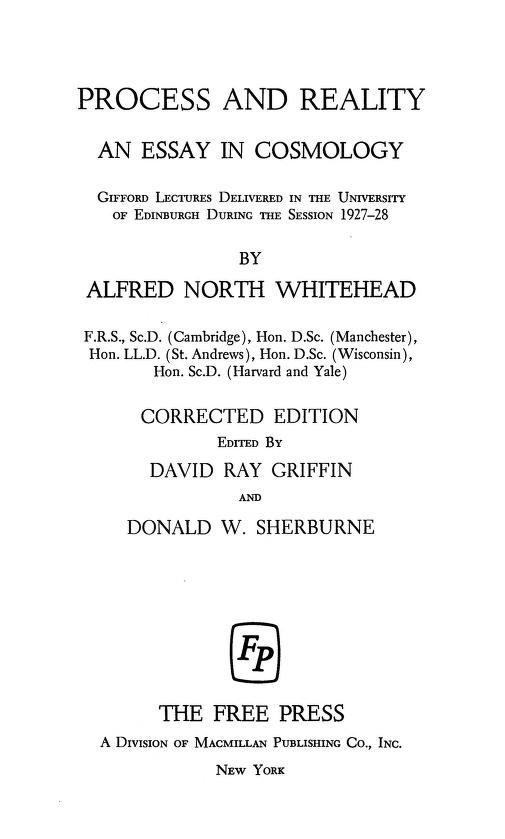
Portada de la edición corregida de 1978.

Las diversas ediciones de Process and Reality publicadas originalmente en inglés eran de Nueva York y Cambridge, Reino Unido. Hubo muchos errores textuales, en parte debido a la letra imperfecta de Whitehead y la falta de interés en la corrección de pruebas. Finalmente, se preparó y publicó una redacción académica en gran parte corregida como Process and Reality. An Essay in Cosmology (Proceso y realidad. Un ensayo de cosmología), edición corregida de 1978, editada por David Ray Griffin y Donald W. Sherburne, Free Press, ISBN 0-02-934570-7.

### En español
En el ámbito hispanohablante, vio la luz en 1958 una primera edición a cargo de José Rovira Armengol, por mediación de la editorial porteña Losada. Sin embargo, no sería hasta 2021 que se publicaría la edición corregida y revisada de 1978, introducida y traducida por Miguel Candel Sanmartín para la editorial española Atalanta.

## Edición en castellano
- Proceso y realidad. Un ensayo de cosmología. Introducción y traducción Miguel Candel Sanmartín, edición corregida y revisada de 1978, cartoné, 704 páginas, colección Liber naturae (Segunda edición). Ediciones Atalanta. 2021. ISBN 978-84-122130-2-7.
- Proceso y realidad. Traducción José Rovira Armengol. Buenos Aires: Editorial Losada. 1956.